# Serguéi Krivets
Sergey Krivets (en bielorruso: Сяргей Крывец; Goradnia, Unión Soviética, 8 de junio de 1986) es un futbolista internacional bielorruso que juega de centrocampista en el Dinamo Brest de la Liga Premier de Bielorrusia.

## Biografía
Sergey Krivets empezó su carrera profesional en 2003 en el Lokomotiv de Minsk. Al año siguiente ayuda a su equipo a conseguir el ascenso a la Vysshaya Liga.
En 2006 ficha por el BATE Borisov, equipo que pagó 25000 euros para poder hacerse con sus servicios. Conquista tres Ligas y una Copa de Bielorrusia. En verano de 2008 el club se clasifica por primera vez en la historia para disputar la fase final de la Liga de Campeones de la UEFA, torneo en el que Sergey Krivets marcó un gol a la Juventus de Turín.

## Selección nacional
Ha sido internacional con la Selección de fútbol de Bielorrusia en 8 ocasiones. Fue el 2 de febrero de 2008 en el partido amistoso Bielorrusia 2-0 Islandia, cuando saltó al campo en el minuto 85 sustituyendo a su compatriota Maksim Romaschenko.

## Clubes
| Club               | País        | Año       |
| ------------------ | ----------- | --------- |
| FC Lakamatyu Minsk | Bielorrusia | 2003-2006 |
| FC BATE            | Bielorrusia | 2006-2009 |
| Lech Poznań        | Polonia     | 2010-2012 |
| Jiangsu Sainty     | China       | 2012-2013 |
| FC BATE            | Bielorrusia | 2013-2014 |
| FC Metz            | Francia     | 2014-2016 |
| Wisła Płock        | Polonia     | 2016-2017 |
| Arka Gdynia        | Polonia     | 2017-2018 |
| Dinamo Brest       | Bielorrusia | 2018-     |

## Palmarés
FC BATE
- Ligas de Bielorrusia (3): 2006, 2007 y 2008
- Copa de Bielorrusia (1): 2006